# René Allio
René Allio (* 8. März 1924 in Marseille; † 27. März 1995 in Paris) war ein französischer Bühnenbildner, Filmregisseur und Drehbuchautor.

## Leben
Allio begann als Maler und betätigte sich ab etwa 1950 als Bühnenbildner. In den 1950er Jahren lernte er Erwin Piscator und Luchino Visconti sowie das Berliner Ensemble kennen, deren Inszenierungen seine Bühnengestaltung entscheidend prägten. Es war sein Ziel, Theateraufführung und Theaterbesucher zusammenzuführen, indem der Zuschauer in das Theatergeschehen einbezogen werden sollte. Allio verwirklichte seine Vorstellungen ab 1958 in einer rund zehn Jahre dauernden Zusammenarbeit mit Roger Planchon am Théâtre de la Cité in Lyon. Er war Mitgestalter des neu gegründeten Maison de la Culture in Lyon und maßgeblich am Umbau des Pariser Théâtre Sarah Bernhardt zum Théâtre de Ville beteiligt. 
Durch eine Einspielung für eine Inszenierung von Die toten Seelen (1962) knüpfte Allio Kontakte zum Film, die er zu Experimenten am Theater nutzte. Das Atelier d’urbanisme et d’architecture erlaubte ihm, seine Ideen umzusetzen. Ansonsten war er vorwiegend am Théâtre de la Commune d’Aubervilliers tätig.
Sein Filmdebüt gab er 1963 mit einem 21-minütigen Kurzfilm. 1965 drehte er seinen ersten Spielfilm Die unwürdige Greisin nach einer Kurzgeschichte von Bertolt Brecht mit Sylvie in der Titelrolle. 1972 erhielt er für Der Aufruhr in den Cevennen den INTERFILM Award im Rahmen des Forums der Berlinale 1972. Diesen Erfolg konnte er auf der Berlinale 1977 mit Ich, Pierre Rivière, der ich meine Mutter, meine Schwester und meinen Bruder getötet habe wiederholen. Seinen letzten Film drehte er 1991. In Transit, einer Verfilmung des gleichnamigen Romans von Anna Seghers, spielte der deutsche Schauspieler Sebastian Koch die Hauptrolle.
Allio arbeitete am Theater ausschließlich als Bühnenbildner, beim Film dagegen nur als Regisseur und Drehbuchautor. Seine unterschiedliche Tätigkeit erläuterte er mit den Worten: „Im Theater schafft der Raum die Zeitvorstellung, im Film schafft die Zeit die Raumvorstellung.“
Im Jahr 1994 wurde er vom französischen Kulturministerium zum Kommandeur des Ordre des Arts et des Lettres ernannt.

## Filmografie
- 1965: Die unwürdige Greisin (La vieille dame indigne)
- 1967: Die eine und die andere (L’une et l’autre)
- 1968: Pierre und Paul (Pierre et Paul)
- 1971: Der Aufruhr in den Cevennen (Les camisards)
- 1973: Ein schwerer Tag für die Königin (Une rude journée pour la reine)
- 1976: Ich, Pierre Rivière, der ich meine Mutter, meine Schwester und meinen Bruder getötet habe (Moi, Pierre Rivière, ayant égorgé ma mère, ma sœur et mon frère)
- 1980: Die kostbare Stunde (L’heure exquise)
- 1980: Rückkehr nach Marseille (Retour à Marseille)
- 1984: Matrose 512 (Le matelot 512)
- 1988: Ein Arzt der Hoffnung (Un médecin des lumières)
- 1990: Transit